# Alyaksey Ryas
Alyaksey Ryas (Alexei Ríos, Minsk, Bielorrusia, 14 de mayo de 1987) es un futbolista bielorruso de ascendencia peruana. Juega de delantero y su equipo actual es el BATE Borisov de la Liga Premier de Bielorrusia.

## Selección nacional
Ríos ha sido internacional con la selección de fútbol de Bielorrusia en 10 ocasiones anotando 1 gol. Cabe resaltar que Ríos, desde un inicio, manifestó abiertamente su interés de jugar por la selección de Perú, pero al no ser llamado en ninguna ocasión, decidió representar al conjunto europeo. 

## Clubes
Actualizado al último partido jugado el 25 de octubre de 2015.
| Club                              | Div           | Temporada     | Liga  | Liga  | Liga   | Copas nacionales(1) | Copas nacionales(1) | Copas nacionales(1) | Torneos internacionales(2) | Torneos internacionales(2) | Torneos internacionales(2) | Total | Total | Total  | Media goleadora(3) |
| Club                              | Div           | Temporada     | Part. | Goles | Asist. | Part.               | Goles               | Asist.              | Part.                      | Goles                      | Asist.                     | Part. | Goles | Asist. | Media goleadora(3) |
| --------------------------------- | ------------- | ------------- | ----- | ----- | ------ | ------------------- | ------------------- | ------------------- | -------------------------- | -------------------------- | -------------------------- | ----- | ----- | ------ | ------------------ |
| Shakhtyor Soligorsk · Bielorrusia | 1ª            | 2006          | 1     | 0     | 0      | 0                   | 0                   | 0                   | 0                          | 0                          | 0                          | 1     | 0     | 0      | 0                  |
| Shakhtyor Soligorsk · Bielorrusia | 1ª            | 2007          | 15    | 1     | 1      | 1                   | 0                   | 0                   | 0                          | 0                          | 0                          | 16    | 1     | 0      | 0,15               |
| Shakhtyor Soligorsk · Bielorrusia | 1ª            | 2008          | 19    | 2     | 0      | 2                   | 0                   | 0                   | 2                          | 1                          | 0                          | 23    | 2     | 0      | 0                  |
| Shakhtyor Soligorsk · Bielorrusia | 1ª            | 2009          | 14    | 1     | 0      | 0                   | 0                   | 0                   | 2                          | 0                          | 0                          | 16    | 1     | 0      | 0                  |
| Shakhtyor Soligorsk · Bielorrusia | 1ª            | 2010          | 26    | 4     | 1      | 5                   | 0                   | 0                   | 0                          | 0                          | 0                          | 31    | 4     | 1      | 0,06               |
| Shakhtyor Soligorsk · Bielorrusia | 1ª            | 2011          | 22    | 2     | 0      | 5                   | 0                   | 0                   | 0                          | 0                          | 0                          | 27    | 2     | 0      | 0,06               |
| Shakhtyor Soligorsk · Bielorrusia | 1ª            | 2012          | 27    | 7     | 3      | 2                   | 0                   | 0                   | 0                          | 0                          | 0                          | 28    | 7     | 3      | 0,06               |
| Shakhtyor Soligorsk · Bielorrusia | 1ª            | 2013          | 30    | 8     | 4      | 3                   | 0                   | 0                   | 2                          | 0                          | 0                          | 35    | 8     | 4      | 0,06               |
| Shakhtyor Soligorsk · Bielorrusia | 1ª            | 2014          | 21    | 6     | 3      | 5                   | 0                   | 1                   | 6                          | 0                          | 0                          | 36    | 6     | 4      | 0,06               |
| Shakhtyor Soligorsk · Bielorrusia | Total club    | Total club    | 175   | 31    | 12     | 23                  | 0                   | 1                   | 12                         | 1                          | 0                          | 213   | 31    | 12     | 0,10               |
| BATE Borisov · Bielorrusia        |               |               |       |       |        |                     |                     |                     |                            |                            |                            |       |       |        |                    |
| 1ª\|                              | 2015          | 17            | 3     | 1     | 6      | 1                   | 0                   | 5                   | 0                          | 0                          | 28                         | 4     | 1     | 0,07   |                    |
| Total club                        | Total club    | 17            | 3     | 1     | 6      | 1                   | 0                   | 5                   | 0                          | 0                          | 28                         | 4     | 1     | 0      |                    |
| Total carrera                     | Total carrera | Total carrera | 148   | 13    | 10     | 24                  | 2                   | 0                   | 21                         | 1                          | 2                          | 193   | 12    | 9      | 0,06               |

## Palmarés

### Campeonatos nacionales
| Título                      | Club                | País        | Año     |
| --------------------------- | ------------------- | ----------- | ------- |
| Copa de Bielorrusia         | Shakhtyor Soligorsk | Bielorrusia | 2013-14 |
| Copa de Bielorrusia         | BATE Borisov        | Bielorrusia | 2014-15 |
| Supercopa de Bielorrusia    | BATE Borisov        | Bielorrusia | 2015    |
| Liga Premier de Bielorrusia | BATE Borisov        | Bielorrusia | 2015    |
| Liga Premier de Bielorrusia | BATE Borisov        | Bielorrusia | 2016    |